# Honrubia de la Cuesta
Honrubia de la Cuesta est une commune de la province de Ségovie dans la communauté autonome de Castille-et-León en Espagne. La commune fait partie de l’AOC Ribera del Duero.